# Alchemilla sejuncta
Alchemilla sejuncta é uma espécie de rosácea do gênero Alchemilla, pertencente à família Rosaceae.